# Ove Jensen
Ove Christian Jensen, född 4 december 1898 i Karlstad, död 22 september 1944 på Trossnäs i Nors socken, var en svensk jordbrukare och företagare.
Ove Jensen var son till grosshandlaren Niels Christian Jensen. Han tog studentexamen vid Lundsbergs skola 1918 och reservofficersexamen 1920 samt utexaminerades från Alnarps lantbruksinstitut 1923. Han var 1923–1929 förvaltare vid Niklasdamms gård i Varnums socken, och från 1930 ägde och brukade han Trossnäs gård i Nors socken. Han var dessutom från 1941 VD och styrelseordförande i Trävaru AB Nils Christian Jensen. Som jordbrukare och industriman erhöll han flera statliga uppdrag. Jensen var ledamot för Industrisakkunniga 1939, satt i industrikommissionens råd 1940 och i försöksrådet för jordbruksförsök vid Lantbrukshögskolan 1940 samt var ledamot av Skogsstyrelsen 1941–1944. Han var även styrelseledamot i Sveriges slakteriförbund från 1941 samt ordförande i flera regionala sammanslutningar, bland annat i Värmlands slakteriförening från 1935 och i Värmlands frukt- och trädgårdscentral från 1937. Han publicerade diverse uppsatser i jordbruksekonomiska frågor.